# Primärorganisation
Die Primärorganisation ist die – meistens hierarchische – Grundstruktur einer Organisation und besteht aus über einen langen Zeitraum bestehenden Organisationseinheiten, wie zum Beispiel Stellen und Abteilungen. Die Kommunikation innerhalb der Primärorganisation verläuft in der Regel vertikal. Beschreiben lässt sie sich am besten anhand der verwendeten Gestaltungsparameter, deren Ausprägungen unterschiedlich kombiniert werden können. Diese wurden in der Organisationslehre standardisiert, um zu einer überschaubaren Anzahl von Grundformen zu gelangen. Oft erfolgt eine Überlagerung oder Ergänzung durch die Sekundärorganisation, welche die Effizienz steigern und Schnittstellenprobleme lösen soll.

## Formen der Primärorganisation
In der Primärorganisation werden hauptsächlich Routineaufgaben behandelt.
Neue und komplexe Problematiken werden hingegen meist in der Sekundärorganisation bewältigt.
Die folgenden Organisationsformen und Organisationsprinzipien sind das Grundgerüst des Stellengefüges, die Kompetenzverteilung und das Über- bzw. Unterordnungsverhältnisses, wobei Einliniensysteme in der Praxis stark dominieren.

### Grundformen von Leitungssystemen
Folgende Organisationsformen lassen sich anhand von Art und Umfang der Spezialisierung von Stellen (funktionell und objektorientiert), anhand der Unterstellungsverhältnisse (Einfach- bzw. Mehrfachunterstellung) und anhand der Befugnisse (Vollkompetenzen, Teilkompetenzen) unterscheiden:

#### Einliniensystem
Beim Einliniensystem hat jede Stelle nur eine übergeordnete/vorgesetzte Stelle, d. h., sie erhält Weisungen von der Instanz, mit der sie durch eine Linie verbunden ist. In jeder Hierarchieebene herrscht Vollkompetenz. 
Wenn man die Linie von der obersten bis zur untersten Ebene verfolgt, dann erhält man den sog. Dienstweg der unbedingt eingehalten werden muss. Instanzen der gleichen Hierarchieebene können nur über gemeinsam übergeordnete Instanzen miteinander kommunizieren.
Vorteile:
- Eindeutige Weisungs- und Formationslinien
- Klare Befugnisse und Verantwortungen

Nachteile:
- Längere Informationswege
- Bei großen Unternehmen kann es zu Überforderungen kommen
- Häufige Überlastung der Vorgesetzten

#### Mehrliniensystem
Während beim Einliniensystem gemäß dem Prinzip der Auftragserteilung die Abteilung nur einem Vorgesetzten unterstellt ist und somit ein eindeutiger Befehlsweg vorherrscht, haben beim Mehrliniensystem mehrere gleichrangige Vorgesetzte Weisungsgewalt, was dem Prinzip des kürzeren Weges entspricht.

#### Stablinienorganisation
Eine Sonderform der Überordnung bildet die Stablinienorganisation, welche einen Teil der Sekundärorganisation integriert. Stäbe können auch bei allen anderen Organisationsformen ergänzend auftreten.
Stäbe haben ohne zeitliche Begrenzung eine unterstützende Funktion gegenüber den Linieninstanzen. Sie beraten diese, haben jedoch keine Entscheidungsgewalt. Stäbe sind dabei den Linieninstanzen zugeteilt. Sie sind sinnvoll, wenn der Instanzinhaber nicht über die notwendige Fachkenntnis verfügt bzw. wegen der komplexen Materie nicht verfügen kann.
Stäbe können in Generalisten und Spezialisten unterschieden werden. Generalistische Stäbe sind zum Beispiel Assistenten der Geschäftsführung. Spezialisierte Stäbe können zum Beispiel die Rechtsabteilung oder Projektorganisation sein. 
Vorteile:
- Einsatz von Spezialisten
- Entlastung der Linienorganisation

Nachteile:
- Schlechtes Image ("Mischen sich überall ein und haben keine Ahnung")
- meist keine organisatorische Macht
- Konflikte mit der Linienorganisation

Für vorübergehende, komplexe, bedeutungsvolle und innovative Aufgaben, die zur Erfüllung unterschiedliches Fachwissen benötigen, eignet sich die Projektorganisation, die zeitlich befristet parallel zur Primärorganisation komplexe Aufgaben in Teams löst.

### Grundlegende Organisationsprinzipien
Folgende Organisationsprinzipien lassen sich anhand von Art und Umfang der Spezialisierung von Stellen (funktionell und objektorientiert) unterscheiden:

#### Funktionale Organisation
Die funktionale Organisation trachtet gemäß dem Verrichtungsprinzip danach, möglichst gleichartige Tätigkeiten zu vereinigen. Sie ist nach Funktionsbereichen, wie zum Beispiel Beschaffung, Produktion, Absatz und Verwaltung, gegliedert und wird meist in Form einer Einlinienorganisation umgesetzt. Die Spezialisierung bedeutet für das Unternehmen sowohl den großen Vorteil, als auch einen enormen Nachteil, insofern als diese Organisationsform vor allem bei zunehmender Komplexität des Unternehmens häufig zur Überlastung der Unternehmensspitze führt. Vor allem Klein- und Mittelbetriebe sind oft funktional organisiert.

#### Divisionale Organisation
Bei der divisionalen Organisation, auch Spartenorganisation oder Geschäftsbereichsorganisation, liegt eine Gliederung nach gewissen Strukturmerkmalen auf der zweiten Managementebene vor, dabei wird versucht, möglichst gleichartige Objekte in einer Organisationseinheit zusammenzufassen.
Sie gliedert die Unternehmung in mehrere Sparten (Geschäftsbereiche) in Abhängigkeit von Regionen, Technologien, Produkten, Märkten, Projekten oder auch Kundengruppen, welche in der Regel selbst funktional organisiert sind. Diese Sparten agieren autonom, übernehmen eine Eigenverantwortung für Gewinne, Verluste und Herstellung und sind sehr flexibel und anpassungsfähig. Sie benötigen jedoch aus Gründen der Spezialisierung der Sparten eine aufwändige Koordination sowie mehr qualifizierte Führungskräfte.
Zusätzlich zu diesen Sparten benötigt die Unternehmung jedoch auch Zentralbereiche, die über den Sparten stehen, und die gemeinsamen Interessen des Unternehmens sichern sowie bestimmte Funktionen und diverse Dienstleistungen für die Sparten bereitstellen. 
Diese Form der Organisation entsteht vor allem dann, wenn durch Wachstum der Unternehmung und starke Diversifikation die Unternehmensleitung überfordert ist.
Vorteile:
- Sparten sind als Einheiten  kleiner und somit flexibler
- höhere Transparenz der Geschäftsaktivitäten
- bessere Leistungsbewertung
- separater Einkauf und Verkauf

Nachteile:
- höherer verwaltungstechnischer Aufwand
- Meinungsverschiedenheiten zwischen Geschäfts- und Zentralbereich

### Weitergehende Organisationsprinzipien
Folgende Organisationsprinzipien lassen sich anhand der Befugnisse von Stellen (Vollkompetenz und Teilkompetenz) unterscheiden:

#### Matrixorganisation
Die Matrixorganisation ist ein Mehrliniensystem und wendet zwei Gliederungsprinzipien gleichzeitig an. Dabei entsteht ein Verflechtungsgebilde, bei dem eine Stelle zwei oder mehreren Organen unterstellt ist.
Im Normalfall bildet eine funktionale Organisation die Liniendimension, während die zweite Dimension objektorientiert ist.
Dieses Mehrliniensystem ist durch eine schnelle Kommunikation gekennzeichnet, birgt aber den großen Nachteil von Kompetenzüberschreitungen und Doppelunterstellungen in sich. Sie funktioniert nur dann einigermaßen reibungslos, wenn die Führungskräfte harmonierend dem Mitarbeiter gegenüberstehen.

#### Tensororganisation
Die Tensororganisation ist eine Weiterentwicklung der Matrixorganisation, bei der nicht nur zwei, sondern drei oder mehr Gliederungsprinzipien kombiniert werden, wie zum Beispiel Funktion, Produkt und Region. So ist es zum Beispiel möglich, eine Matrixorganisation durch Segmentierung anhand von Regionen zur Tensororganisation auszubauen, was vor allem bei internationalen Konzernen häufig geschieht. Die Vorteile der Anpassungsfähigkeit, Flexibilität und Kundenorientiertheit durch Einbeziehung der Region als dritte Dimension werden durch die Nachteile der Unübersichtlichkeit, Vielfachunterstellung und die daraus resultierenden Konfliktpotentiale relativiert.

#### Holdingorganisation
Holdingorganisation bezeichnet die dauerhaft angelegte Beteiligung an mehreren rechtlich selbständigen Unternehmen (Tochtergesellschaften), die von einer Konzernzentrale, der Muttergesellschaft, geleitet werden.
Während die Tochtergesellschaften der Leistungserstellung und -verwertung dienen, übernimmt die Holdingorganisation die Aufgaben- und Kompetenzverteilung zwischen der Konzernzentrale und den Tochterunternehmen.
Man unterscheidet drei Formen von Holdinggesellschaften:
- Operative Holding: Konzernzentrale übernimmt strategische und operative Leitung
- Managementholding: Konzernzentrale übernimmt nur die strategische Leitung
- Finanzholding: Konzernzentrale leitet durch die Vorgabe monetärer Zielgrößen

#### Netzwerkorganisation
Die Netzwerkorganisation ist eine jüngere Organisationsform und hat in den letzten Jahren immer stärkere Bedeutung in der Theorie und Praxis erlangt. Sie setzt sich aus autonomen Mitgliedern zusammen, die langfristig ein übergeordnetes, gemeinsames Ziel verfolgen und koordiniert zusammenwirken. Dabei besitzt die Netzwerkorganisation häufig einen weniger formellen Aufbau, d. h., dass die Akteure im Netzwerk ihre rechtliche Selbständigkeit behalten können und die Interaktion wesentlich weniger stark rechtlich reglementiert sein kann. Es erfolgt kaum eine hierarchische Strukturierung. Die in Netzwerken agierenden Teilnehmer können sowohl Organisationen, Unternehmen als auch Einzelakteure sein und sind häufig bewusst oder unbewusst Akteure in mehreren voneinander unabhängigen (sozialen) Netzwerken.
Das Netzwerk kann firmenintern, wie im Fall der modularen Organisation, oder extern durch eine Kooperation von rechtlich und wirtschaftlich selbständigen Unternehmen entstehen. Die Kooperation kann sich dabei auf einzelne Teilbereiche der Geschäftstätigkeit beziehen, während die Unternehmen sonst im Wettbewerb bleiben, oder die gesamte Geschäftstätigkeit betreffen.
Häufig anzutreffende Formen der Netzwerkorganisation sind:
- Das Joint Venture: Bei diesem wird ein eigenständiges Unternehmen von zwei oder mehreren unabhängigen Unternehmen gegründet, um gemeinsam ein Projekt aufzuarbeiten.
- Das Franchising: Ein Lizenznehmer bekommt vom Franchisegeber das Recht eingeräumt, dessen Marke oder Produkt zu verwerten. Der Franchisegeber kann so seinen Namen, sein Produkt kostengünstig bekannt machen.
- Die Subunternehmerschaft: Geschäftsbereiche werden an rechtlich selbständige Unternehmen ausgegliedert, die auf Basis langfristiger Verträge vorgegebene Leistungen erbringen.
- Die virtuelle Organisation: In diesem Fall treten die Mitglieder gegenüber Außenstehenden wie ein eigenständiges Unternehmen auf. Rechtlich bleiben sie jedoch selbständig.

Ein extremes Beispiel für ein erfolgreiches Netzwerk ist die Entwicklergemeinde von Open-Source- und freier Software, in dem die Eigenschaft der Selbstorganisation sehr deutlich ausgeprägt ist. Jeder Akteur in diesem Netzwerk genießt einen hohen Grad an individueller Freiheit (Entscheidung über was, wann und wo getan wird, sowie die Zugehörigkeit zum Netzwerk). Hierarchische Strukturen, sofern nötig, bilden sich hier auf meritokratischer oder demokratischer Basis: Linus Torvalds beispielsweise hat keinerlei rechtliche Ansprüche auf die Projektleitung in der Linux-Kernelentwicklung (außer Namensrechten), wird jedoch durch seine Fähigkeiten auf technischen und sozialen Gebieten allgemein als Autorität anerkannt.
Als Gründe für die zunehmende Verbreitung dieser Organisationsform werden häufig die modernen Kommunikationsmedien als auch eine stärkere Motivation der Akteure durch größere Selbständigkeit und Verantwortung identifiziert.
Weiterführend hierzu Netzwerktheorie, Kleine-Welt-Phänomen, Skalenfreies Netz und Selbstorganisation.

#### Virtuelle Organisation
Aus einem Pool rechtlich unabhängiger Betriebe und/oder Einzelpersonen schließen sich geeignete Firmen für einen gewissen Zeitraum zusammen um gemeinschaftlich ein Produkt für die bzw. den Kunden zu produzieren bzw. zu erstellen. Die virtuelle Organisation tritt gegenüber Dritten bzw. den Auftraggebern als ein einheitliches Unternehmen auf.

#### Modulare Organisation
Die modulare Organisation ist die neueste Organisationsform. Diese verzichtet weitgehend auf hierarchische Systeme und setzt verstärkt auf Flexibilität. Zu diesem Zweck wird das Unternehmen in relativ kleine Einheiten gegliedert, die über weitreichende Entscheidungskompetenzen so wie Ergebnisverantwortung verfügen. Diese Systeme sind stark prozessorientiert und gewährleisten damit eine hohe Anpassungsfähigkeit.